# The Circus (Helluva Boss)
«The Circus» es el primer episodio de la segunda temporada de la serie web animada para adultos Helluva Boss, que explora la historia de la vida de Stolas. El episodio se estrenó en YouTube el 30 de julio de 2022. Fue escrito por la creadora de la serie Vivienne «VivziePop» Medrano y dirigido por Medrano y Rick Zieff.
Al recibir una recepción crítica universalmente positiva, «The Circus» también fue nominada al Ursa Major Award 2022 a la mejor serie dramática.Se estrenó antes del lanzamiento del último episodio de la primera temporada debido a problemas de derechos de autor con dicho episodio.

## Argumento
En su cumpleaños, el joven príncipe Stolas recibe con entusiasmo su grimorio de manos de su negligente padre, Paimon. Sin embargo, cuando Paimon le cuenta a Stolas sobre su matrimonio concertado con la princesa Stella, Stolas se angustia. Para animarlo, Paimon pide a un sirviente que lleve a Stolas a un circo ambulante dirigido por diablillos. La atención de Stolas se centra en el joven Blitzo, que actúa en el circo junto a su amigo Fizzarolli.
Después del circo, Paimon le pregunta a Cash Buckzo, el padre de Blitzo y jefe del circo, si puede «comprar» a Blitzo por un día para que sirva como compañero de juegos de Stolas. Cash Buckzo está de acuerdo, pero en secreto le ordena a Blitzo que robe todo lo que pueda del palacio. Bajo la apariencia de un juego, Blitzo solicita la ayuda de Stolas para reunir los objetos de valor del palacio, que arroja desde un balcón a Cash Buckzo que espera mientras Stolas no mira. Más tarde, los dos chicos continúan hablando y Blitzo comparte con Stolas su sueño de algún día dirigir su propio circo.
Veinticinco años después, Stolas está infelizmente casado con Stella, que la abusa verbalmente. En una fiesta que celebra su aniversario de bodas, varios guardias se acercan a Stolas después de que atrapan a Blitzo intentando irrumpir en el palacio. Stolas, asumiendo incorrectamente que Blitzo está buscando un encuentro sexual, lleva a Blitzo a sus habitaciones y le hace proposiciones. Blitzo, cuyo verdadero objetivo es robar el grimorio, sigue el juego y se da a entender que los dos tendrán relaciones sexuales. Al día siguiente, Stolas se despierta con el sonido de un Blitzo semidesnudo, grimorio en mano, cayendo del balcón y entrando a la fiesta en el jardín de Stella, informándole que ha tenido relaciones sexuales con Stolas. Stella, enfurecida, exige respuestas de Stolas, quien responde que quiere el divorcio.
En la actualidad, la mañana después de su desastrosa cita con Blitzo en «Ozzie's», Stolas se despierta y reflexiona sobre su relación con Blitzo («Stolas Sings»). Stella interrumpe a Stolas y lo acusa de traicionarla. Stolas sostiene que su matrimonio nunca se basó en el amor verdadero. Stella jura venganza contra Stolas por abandonarla.

## Producción y lanzamiento
El episodio está protagonizado por Brandon Rogers como Blitzo y Bryce Pinkham como Stolas, con Mason Blomberg y Leander Lewis dando voz a los jóvenes de Blitzo y Stolas, respectivamente. Remy Edgerly da voz al joven Fizzarolli, mientras que Georgina Leahy retoma su papel de Stella, y Jonathan Freeman da voz a los padres de Stolas, Paimon, Blitzo y Cash Buckzo. 
La animación fue producida por SpindleHorse Toons. El guion gráfico fue realizado por Samantha Ambritz, Zach Giering y Lidia Liu. La voz de Horseless Cowboy dirigió el episodio, que se estrenará el 30 de julio de 2022. Logró un exceso de 4 millones de visitas en las primeras 15 horas de su lanzamiento.

## Recepción

### Respuesta de la crítica
En una retrospectiva de la serie, Hope Mullinax de The Geeky Waffle calificó el romance de Blitzo y Stolas en «The Circus» como «¡todo para mí! Para ser personal por un segundo, son muchos de mis tropos románticos favoritos reunidos en una sola serie: diferentes orígenes de clase, dinámicas de poder, dos padres solteros y tontos que intentan criar a sus hijas, abundan las inseguridades, antecedentes de infancia juntos y faltas de comunicación». Zoe Dumas de MovieWeb señaló que «los fanáticos de Disney reconocerán a los padres de Stolas, Paimon, como Jonathan Freeman, la antigua voz de Jafar».

#### Cultura popular
Al informar sobre una toma de Stolas de «The Circus» que se convirtió en un meme de Internet, Jessica Nicole de Inside the Magic elogió el «personaje bastante dramático y teatral» de Stolas en el episodio, afirmando que «el sollozo de la princesa de Disney es bastante característico de él».

### Premios y nominaciones
| Año  | Premio            | Categoría             | Receptor                                       | Resultado | Ref.  |
| ---- | ----------------- | --------------------- | ---------------------------------------------- | --------- | ----- |
| 2022 | Ursa Major Awards | Mejor serie dramática | Helluva Boss por «The Circus» y «Seeing Stars» | Nominado  | [ 5 ] |